# Koos Zwart

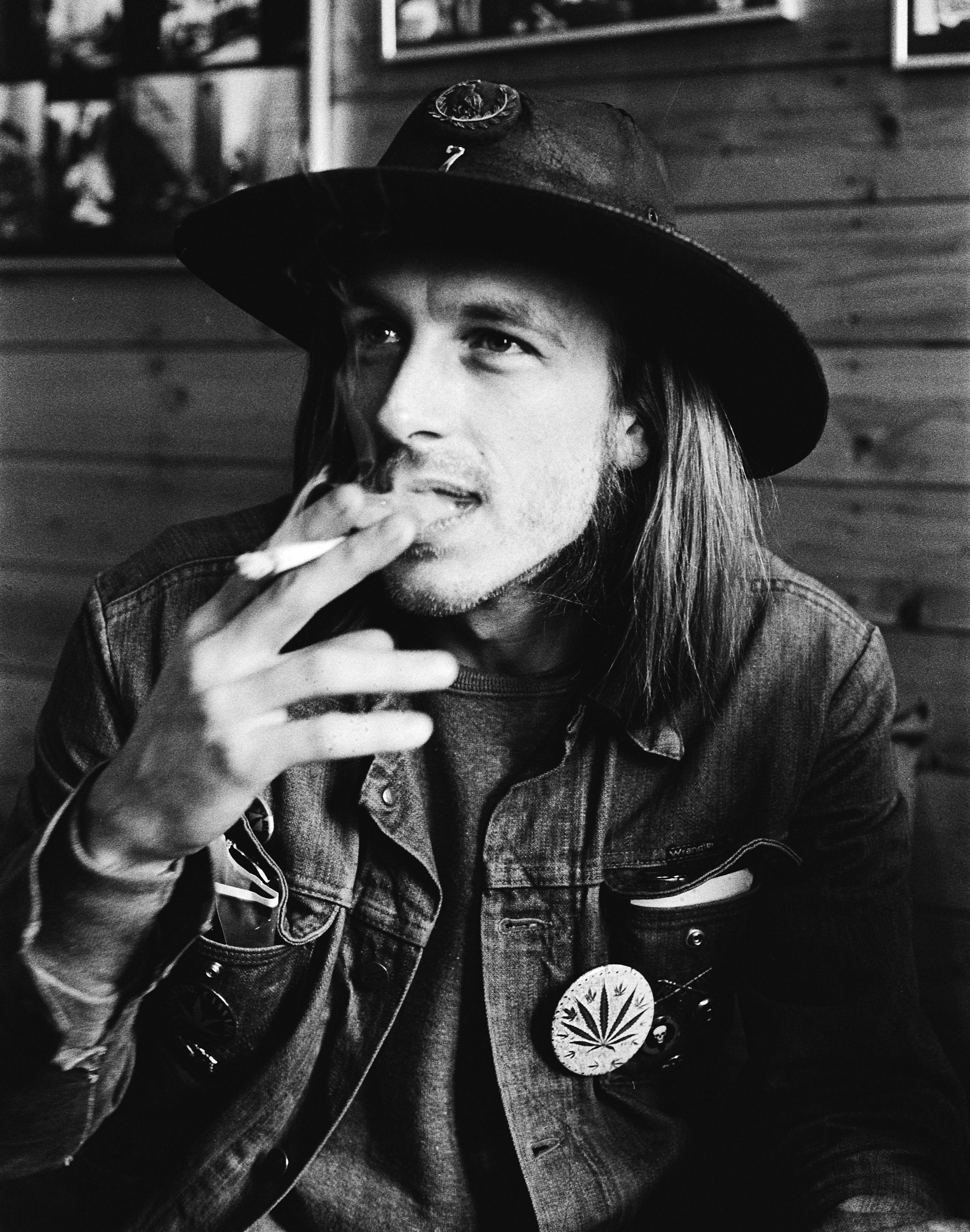
Koos Zwart (1980)

Koos Zwart (Amsterdam, 19 mei 1947 – aldaar, 8 mei 2014) was een Nederlands cannabisactivist.

## Levensloop
Zwart werd officieel geboren als zoon van de latere PvdA-politica Irene Vorrink en politiek activist en verzetsstrijder Joop Zwart. De biologische vader van Koos Zwart was de dichter en vertaler Halbo C. Kool, van wie Koos' moeder enige tijd secretaresse (en minnares) was. Omdat Kool al getrouwd was, bewees Joop Zwart zijn oude verzetsvriend (en PvdA-leider) Koos Vorrink een dienst door met diens dochter te trouwen. Zwart bleef intussen gewoon met zijn vriendin in Berlijn wonen, en het huwelijk werd in 1948 ontbonden.
Koos Zwart was de initiatiefnemer van de eerste Provadya?-avonden in Amsterdam, werd medewerker van Hitweek en hoofdredacteur van het daaropvolgende Aloha. Ook was hij een van de oprichters van Paradiso.
Hij was pleitbezorger van het Nederlandse gedoogbeleid dat mede door zijn moeder als minister van Volksgezondheid vorm zou worden gegeven. Zwart las in de jaren zeventig en tachtig iedere zaterdag in het VARA-radioprogramma In de Rooie Haan de 'beursberichten' voor, de richtprijzen van hasj en wiet op de Nederlandse markt. Hij had bij de VARA ook een radioprogramma, Popdonder +.
Zwarts wettelijke vader (overigens niet zijn biologische vader) - met wie hij geen contact had - vond het waanzin dat zijn naamdrager Koos voor de VARA-microfoon de beursberichten mocht voorlezen en vond eigenlijk dat hij moest worden opgepakt.
In november 1976 werd Zwart aangehouden bij een verkeerscontrole op knooppunt Oudenrijn. In zijn auto lag een koffertje met drugsmonsters die hij gebruikte voor voorlichting aan jongeren door Stichting Drug Informatie. Op 15 april 1977 werd de ministerszoon voor het bezit veroordeeld tot in totaal 125 gulden boete.
Hij was betrokken bij de Bond van Cannabis Detaillisten (BCD) en adviseur van Platform Cannabisondernemingen Nederland (PCN) en lobbyde voor coffeeshopeigenaren die gearresteerd waren.
Zwart overleed 11 dagen voor zijn 67e verjaardag in het Amsterdamse Onze Lieve Vrouwe Gasthuis aan hartfalen. De uitvaartplechtigheid vond op 17 mei 2014 plaats op Westgaarde.

## Trivia
- In 1981 maakte Zwart deel uit van de finalejury van het Leids Cabaret Festival.
- Dat Zwart de inspiratiebron van Kees van Kooten zou zijn geweest voor diens typetje Koos Koets, wordt door Van Kooten ontkend.[6]